# Halina Birenbaum

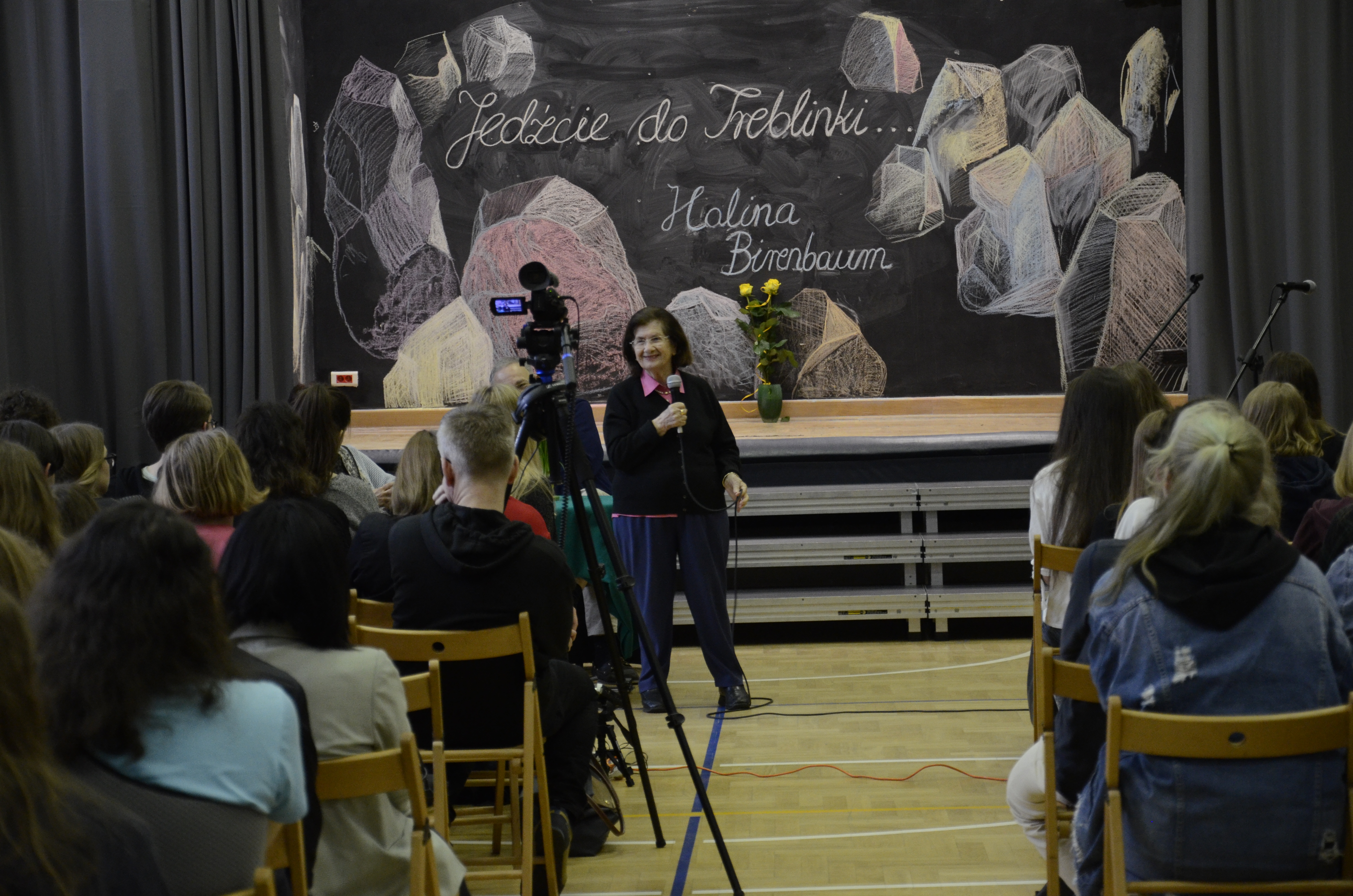
Halina Birenbaum na spotkaniu z uczniami LXXV Liceum Ogólnokształcącego im. Jana III Sobieskiego w Warszawie (2018)

Halina Birenbaum (ur. 15 września 1929 w Warszawie) – polsko-izraelska pisarka, tłumaczka, poetka, ocalała z Holocaustu.

## Życiorys
W czasie II wojny światowej przebywała początkowo w getcie warszawskim, a następnie w niemieckich obozach koncentracyjnych na Majdanku i Auschwitz-Birkenau. Podczas ewakuacji obozu szła w marszu śmierci do Wodzisławia Śląskiego, skąd przetransportowano ją do Ravensbrück, a następnie do Neustadt-Glewe. W Auschwitz-Birkenau miała numer 48693.
Po wojnie z powodu antysemityzmu wyemigrowała z Polski do Izraela. Tam założyła rodzinę i mieszka do dziś. W czasie licznych spotkań z młodzieżą m.in. polską, izraelską i niemiecką opowiada o swoich obozowych przeżyciach.
Jest członkiem Stowarzyszenia Pisarzy Polskich. Jej utwory były tłumaczone na kilka języków.

## Odznaczenia i nagrody
W 1999 prezydent RP Aleksander Kwaśniewski odznaczył ją Krzyżem Oficerskim Orderu Odrodzenia Polski.
W 2001 roku Polska Rada Chrześcijan i Żydów przyznała Halinie Birenbaum tytuł Człowiek Pojednania 2001.
W 2015 została wyróżniona odznaką „Zasłużony dla Warszawy”.
W 2018 uhonorowana tytułem Honorowego Obywatela miasta stołecznego Warszawy.

## Książki
- Nadzieja umiera ostatnia (1967) oraz wydania późniejsze, Oświęcim: Państwowe Muzeum Auschwitz-Birkenau, 2012, ISBN 83-88526-81-2.
- Powrót do ziemi praojców (1991)
- Każdy odzyskany dzień (1998)
- Wołanie o pamięć (1999)
- Echa dalekie i bliskie. Spotkania z młodzieżą (2001)
- Życie każdemu drogie (2005); fotografie – Adam Bujak
- Moje życie zaczęło się od końca, Państwowe Muzeum Auschwitz-Birkenau, Oświęcim 2010[7]
- Wciąż pytają (2011)
- Szukam życia u umarłych. Wywiad z Haliną Birenbaum, Państwowe Muzeum Auschwitz-Birkenau, Oświęcim 2013 ISBN 978-83-7704-061-4
- To nie deszcz, to ludzie. Halina Birenbaum w rozmowie z Moniką Tutak-Goll, Wydawnictwo Agora, Warszawa 2019 ISBN 978-83-268-2837-9.
- Z historii mojego życia po Zagładzie. Wspomnienia. Wydawnictwo Anna Maria Mickiewicz Literary Waves Publishing, London 2022 ISBN 978-1-4716-3460-4

## Wiersze
- Nawet gdy się śmieję
- Nie o Kwiatach
- Jak można w słowach